# Reggenza di Bangli
La Reggenza di Bangli (in indonesiano Kabupaten Bangli) è una reggenza (kabupaten) dell'Indonesia situata nella provincia di Bali.
La reggenza è divisa in 4 distretti:
- Susut
- Bangli
- Tembuku
- Kintamani

Tra i villaggi che appartengono alla reggenza vi sono: 
- Terunyan